# Rémy Mertz
Rémy Mertz (né le 17 juillet 1995 à Luxembourg) est un coureur cycliste belge.

## Biographie
Rémy Mertz grandit au sein d'une famille passionnée par le monde du vélo. Son père pratique lui-même ce sport, tout comme son grand frère Nicolas, qui a mené une carrière chez les amateurs,. Il commence le cyclisme à l'âge de douze ans, d'abord en VTT. Dans cette discipline, il devient champion de Belgique aspirants à quatorze ans. Il est également vice-champion d'Europe cadets en 2011. La même année, il remporte le championnat des provinces du Brabant wallon dans sa catégorie. Il est alors licencié au CC Chevigny. 
Il délaisse les épreuves de VTT à partir de 2012 pour se consacrer au cyclisme sur route. Bon grimpeur, il se distingue au niveau international en terminant cinquième et meilleur jeune du Giro di Basilicata. L'année suivante, il se classe quatrième du Tour du Valromey et septième du Tour des Flandres juniors (moins de 19 ans). Il rejoint ensuite l'équipe continentale Color Code-Biowanze en 2014, qui a pour vocation de former des jeunes coureurs wallons. Rapidement, il montre ses qualités en finissant huitième de la Flèche du Sud.
En 2015, il remporte notamment une étape de la Carpathian Couriers Race et du Tour de Namur. Il obtient également sa première sélection en équipe nationale de Belgique pour disputer la Course de la Paix espoirs, manche de la Coupe des Nations U23. Lors de la saison 2016, il termine sixième de Liège-Bastogne-Liège espoirs, mais aussi cinquième du Trophée Almar, autre épreuve de la Coupe des Nations Espoirs. Il s'illustre par ailleurs dans le calendrier amateur français en décrochant diverses places d'honneur. Au mois d'aout, il participe au Tour de l'Avenir. 
Il passe finalement professionnel en 2017 au sein de l'équipe Lotto-Soudal. Il participe à sa première course World Tour le 24 mars, l'E3 Classic (110e). En avril, il prend part à l'Amstel Gold Race (abandon), Liège-Bastogne-Liège (135e) et au Tour de Romandie (91e du général). En juin, il termine 17e de la Flèche de Heist, remportée par son coéquipier Jasper De Buyst, et du championnat de Belgique de contre-la-montre. Fin juillet, il prend le départ de la Classique de Saint-Sébastien (abandon) avant de participer à son premier Grand Tour, le Tour d'Espagne (150e du général).
Sa saison 2018 ne commence pas sous les meilleurs auspices, arrivant hors délais sur la deuxième manche du Challenge de Majorque, le Trofeo Serra de Tramontana et abandonnant sur le Trofeo Lloseta-Andratx. Il enchaîne par le Tour d'Abou Dabi, accompagnant notamment André Greipel. De retour sur les routes belges, il termine 29e d'À travers la Flandre-Occidentale-Johan Museeuw Classique où son coéquipier Frederik  Frison monte sur la troisième marche du podium. Au niveau World Tour, il prend part au Tour du Pays basque (96e du général), au Tour de Romandie (64e du général) en avril et à Eschborn-Francfort (14e) le 1er mai. Le 15 juin, il se classe 16e d'À travers le Hageland. 
Sur la deuxième partie de saison, son équipe l'aligne, au niveau World Tour, sur la Classique de Saint-Sébastien (abandon), le BinckBank Tour (72e du général duquel se classe 3e Tim Wellens), la Bretagne Classic, les grands prix de Québec (80e) et Montréal. Il clôt sa saison sur le Tour du Guangxi (35e).
Au mois d'août 2020, il se classe onzième de la Course des raisins (une épreuve belge disputée à Overijse). Son contrat avec la formation Lotto-Soudal n'est pas renouvelé à l'issue de cette saison.

## Palmarès
- 2013
  - 2e de La Cantonale
- 2014
  - 2e du Grand Prix de Momignies
- 2015
  - 5e étape de la Carpathian Couriers Race
  - 2e étape du Tour de Namur
- 2016
  - Grand Prix d'Affligem
  - 2e d'Annemasse-Bellegarde et retour
  - 3e du Tour du Pays Roannais
- 2021
  - 3e de la Classica da Arrábida
- 2022
  - 3e de Per sempre Alfredo

### Résultats sur les grands tours

#### Tour d'Espagne
2 participations
- 2017 : 150e
- 2020 : 104e

## Classements mondiaux
| Année                                 | 2014  | 2015 | 2016  | 2017  | 2018  | 2019 | 2020  | 2021 | 2022 | 2023  |
| ------------------------------------- | ----- | ---- | ----- | ----- | ----- | ---- | ----- | ---- | ---- | ----- |
| UCI World Tour                        |       |      | nc    | nc    | 289e  |      |       |      |      |       |
| Classement mondial                    |       |      | 1287e | 2178e | 1129e | 850e | 1187e | 446e | 552e | 1039e |
| UCI Europe Tour                       | 1009e | 843e | 883e  | 1417e | 1239e | 618e | 916e  | 368e | 429e | nc    |
| UCI Asia Tour                         | nc    | nc   | nc    | nc    | 453e  |      |       |      |      |       |
|                                       |       |      |       |       |       |      |       |      |      |       |
| Légende : nc = non classéSource : UCI |       |      |       |       |       |      |       |      |      |       |